# Транслитерация египетских текстов
В египтологии транслитерация — это процесс преобразования (отображения) египетских текстов, при котором иероглифы (или их эквиваленты в иератике и демотике) заменяются на алфавитные символы (напр. латинские буквы), что очень удобно для научных публикаций.
Важно помнить, что транслитерация и транскрипция не одно и то же. Транскрипция подразумевает воспроизведение произношения слов, в то время как при транслитерации они просто переписываются с заменой исходных символов (в данном случае иероглифов) на символы другой системы письма. Например, имя основателя XXII династии транслитерируется как ššnq, но транскрибируется как «Shoshenq» в английском, «Chéchanq» во французском, «Scheschonq» в немецком и «Шешонк» в русском языках.
Поскольку фонетика египетского языка всё еще изучена плохо, транскрибирование египетских слов возможно лишь в теории. Именно поэтому в научных публикациях египтологи доверяют только транслитерации.

## Стандартные системы транслитерации
Несмотря на важность метода транслитерации для египтологии, не существует какой-то одной общепринятой системы транслитерации иероглифических и иератических текстов. Порой даже говорят, что систем транслитерации существует столько, сколько есть египтологов. Всё же несколько систем вполне подходят для того, чтобы считаться стандартными. В большинстве случаев учёные используют систему, применённую в 1927 году сэром Аланом Гардинером в «Egyptian Grammar». Однако большинство немецкоговорящих египтологов применяет систему, предложенную Адольфом Эрманом и Германом Граповым в «Wörterbuch der ägyptischen Sprache», фундаментальном словаре древнеегипетского языка. Тенденция всё больше применять систему словаря Эрмана и Грапова, хотя бы и в модифицированном виде, прослеживается в частности и среди англоговорящих учёных (например, Аллен, 2000).
Некоторые египтологи используют для транслитерации международный фонетический алфавит (IPA) и пытаются таким образом приблизиться к транскрипции, например Вольфганг Шенкель (Schenkel, 1988). Его система транслитерации привлекла внимание специалистов главным образом в Германии и в других немецкоязычных странах. Предложение Томаса Шнайдера (Schneider, 2003), ещё более приближенное к стандарту МФА, встретило наименьшую поддержку. Главное возражение по поводу этих двух систем состоит в том, что они дают обманчивое впечатление научной точности в отношении произношения египтян, в то время как наши знания в этой области очень ограничены. Кроме того, они учитывают только теоретическое произношение египетского языка эпохи Среднего царства, а не более ранних и более поздних фаз языка, особенности которых не находят отражения при использовании этих систем.

## Системы транслитерации и информационные технологии
В 1984 году система транслитерации, использующая только знаки ASCII, была предложена группой египтологов на международной встрече «Table ronde informatique et égyptologie», и опубликована затем в 1988 году (Buurman, Grimal и др., 1988). Эта система известна сегодня как «Manuel de codage» (или MdC), по французскому названию публикации «Inventaire des signes hiéroglyphiques en vue de leur saisie informatique: Manuel de codage des textes hiéroglyphiques en vue de leur saisie sur ordinateur».
Эта транслитерация широко используется в электронных дискуссиях (технология «mailing list», интернет-форумы) среди профессиональных египтологов и заинтересованной публики.
Система «Manuel de codage» позволяет осуществлять не только простые «алфавитные» транслитерации, она также дает возможность кодировать древние египетские тексты в полном объеме, указывая особенности размещения, ориентации и даже размер индивидуальных иероглифов. Эта система используется (хотя часто с модификациями) различными пакетами программ, предназначенными для набора иероглифических текстов (WinGlyph, MacScribe, InScribe, Glyphotext, WikiHiero и другие).

### Unicode
Развитие стандарта Unicode дало возможность почти полностью транслитерировать египетские тексты, используя только один относительно полный  шрифт Unicode, не прибегая к помощи специального шрифта для транслитерации (как часто делалось раньше). Таблица различных схем транслитерации, приведённая ниже, использует к примеру Unicode. Есть, однако, знаки, которые не были включены в спецификацию Unicode 4.0, но предложены для Unicode 4.1. Это так называемый египетский «алеф» (, Ꜣ U+A722 и ꜣ U+A723, может заменяться <3>, встречается также <ȝ> Unicode U+021D) и «айн» (Ꜥ U+A724 и ꜥ U+A725, может заменяться <ˁ> Unicode U+02C1, употребляется и ‹ʿ› Unicode U+02BF).  Вместо «йод» (Ꞽ U+A7BC и ꞽ U+A7BD, представлен здесь как <ỉ> Unicode U+1EC9, встречается также <j>) было предложено использовать букву Ii с диакритиками i҆ U+0486, U+0313 или U+0357.

## Транслитерация демотического письма
Возникшее на последней стадии египетского языка, непосредственно предшествующей коптскому, демотическое письмо долго транслитерировалось, при помощи той же самой системы, что и используемая для иероглифических и иератических текстов. Однако, в 1980 демотисты приняли отдельный международный стандарт, основанный на традиционной системе, но с добавлением некоторых дополнительных символов для гласных (которые в отличие от иероглифики и иератики часто обозначаются в демотике) и других знаков, которые использовались в демотическом письме. Демотический словарь Института востоковедения Университета Чикаго «Demotic Dictionary of the Oriental Institute of the University of Chicago», (или чикагский демотический словарь) использует этот метод. Поскольку эта система представляет интерес в основном только для специалистов, смотрите подробности в нижеприведенных ссылках.
- de Cenival, Françoise. 1980. «Unification des méthodes de translittération.» Enchoria: Zeitschrift für Demotistik und Koptologie 10:2—4.
- Johnson, Janet H. 1980. «CDDP Transliteration System.» Enchoria 10:5—6.
- Johnson, Janet H. 1991. Thus Wrote Onchsheshonqy: An Introductory Grammar of Demotic. 2-е изд. Studies in Ancient Oriental Civilization 45. Chicago: University of Chicago Press.
- Tait, William John. 1982. «The Transliteration of Demotic.» Enchoria 11:67—76.
- Thissen, Heinz-Josef. 1980. «Zur Transkription demotischer Texte.» Enchoria 10:7—9.

## Таблица основных систем транслитерации
| A |

| A |

| i |

| i |

| i | i |

| i | i |

| a |

| a |

| w |

| w |

| b |

| b |

| p |

| p |

| f |

| f |

| m |

| m |

| n |

| n |

| r |

| r |

| h |

| h |

| H |

| H |

| x |

| x |

| X |

| X |

| z |

| z |

| s |

| s |

| S |

| S |

| q |

| q |

| k |

| k |

| g |

| g |

| t |

| t |

| T |

| T |

| d |

| d |

| D |

| D |

## Примеры использования различных систем транслитерации
Ниже транслитерируется с использованием некоторых из основных схем следующий текст (набрано при помощи WikiHiero).
| M23 | X1 · R4 | X8 | Q2 · D4 | W17 | R14 | G4 | R8 | O29 · V30 | U23 | N26 | D58 | O49 · Z1 | F13 · N31 | V30 · N16 · N21 · Z1 | D45 · N25 |

Перевод текста: «приношение, которое дает царь и Осирис, первый среди западных (то есть мертвых), бог большой, владыка Абидоса, и Упуат, владыка Та-Джесер (то есть некрополя)». Возможен другой вариант перевода: «приношение царское Осириса, первого среди западных, бога большого, владыки Абидоса, и Упуата, владыки Та-Джесер» (Аллен, 2000: § 24.10).
Erman & Grapow 1926—1953
- ḥtp-dỉ-nśwt wśỉr ḫntỉj ỉmntjw nṯr ꜥꜣ ꜣbḏw wp-wꜣwt nb tꜣ ḏśr

Gardiner 1953
- ḥtp-dỉ-nswt wsỉr ḫnty ỉmntỉw nṯr ꜥꜣ ꜣbḏw wp-wꜣwt nb tꜣ ḏsr

Buurman, Grimal и др. 1988
- Htp-di-nswt wsir xnty imntiw nTr aA AbDw wp-wAwt nb tA Dsr

Полностью закодированная, машиноориентированная версия этого текста:
- M23-X1:R4-X8-Q2:D4-W17-R14-G4-R8-O29:V30-U23-N26-D58-O49:Z1-F13:N31-V30:N16:N21*Z1-D45:N25

Schenkel 1991
- ḥtp-dỉ-nswt wsỉr ḫnty ỉmntjw nčr ꜥꜣ ꜣbč̣w wp-wꜣwt nb tꜣ č̣sr

Allen 2000
- ḥtp-dj-nswt wsjr ḫnty jmntjw nṯr ꜥꜣ ꜣbḏw wp-wꜣwt nb tꜣ ḏsr

Schneider 2003
- ḥtp-ḍỉ-nśwt wśỉr ḫnty ỉmntjw ncr ɗɹ ɹbc̣w wp-wɹwt nb tɹ c̣śr